# Station Finstock
Finstock is een spoorwegstation van National Rail in Finstock, West Oxfordshire in Engeland. Het station is eigendom van Network Rail en wordt beheerd door Great Western Railway. Het station is geopend in 1934.